# Alf Wigert
Alf Wigert (2 marzo 1895 – 24 gennaio 1968) è stato un hockeista su ghiaccio svedese.

## Statistiche
Statistiche aggiornate.

### Club
| Stagione | Squadra | Stagione regolare | Stagione regolare | Stagione regolare | Stagione regolare | Stagione regolare | Stagione regolare | Playoff | Playoff | Playoff | Playoff | Playoff |
| Stagione | Squadra | Lega              | P                 | G                 | A                 | Pt                | PIM               | P       | G       | A       | Pt      | PIM     |
| -------- | ------- | ----------------- | ----------------- | ----------------- | ----------------- | ----------------- | ----------------- | ------- | ------- | ------- | ------- | ------- |
| 1921-22  | AIK     | Träningsserien    |                   |                   |                   |                   |                   |         |         |         |         |         |
| 1922-23  | Bern    | NLA               |                   |                   |                   |                   |                   | -       | -       | -       | -       | -       |